# Trbušće
Trbušće (cyr. Трбушће) – wieś w Bośni i Hercegowinie, w Republice Serbskiej, w gminie Foča. W 2013 roku liczyła 207 mieszkańców.